# Henri Pigeat
Henri Pigeat, né le 13 novembre 1939, est un chef d’entreprises de presse, journaliste et universitaire français, dirige les Éditions de l’Ilissos qu’il a fondées en 2002 et préside depuis 2003 le Centre de formation des journalistes (CFJ) à Paris. Sa carrière, marquée par plus de dix ans à la tête de l’Agence France-Presse (AFP) se partage entre la direction de médias, des responsabilités internationales et des travaux de recherche et d’enseignement sur les médias, l’information et le journalisme.
Né en 1939, il est diplômé de l’Institut d’études politiques de Paris, ancien élève de l‘ENA (1965, promotion Stendhal) et docteur en sciences de l’information de l’université Paris II Panthéon Assas (1996).

## Carrière

### Carrière dans la haute fonction publique
Nommé en 1965, à sa sortie de l’ENA, administrateur civil au Secrétariat général du gouvernement, il entre en 1968 au cabinet du ministre de la Fonction publique, devenant en 1971 ministre de l’Information. Il sera directeur adjoint de ce cabinet, avant d’assumer, en 1972 auprès du Premier ministre Pierre Messmer, le secrétariat général du Comité interministériel pour l’information.

### À la tête de l’AFP
En 1976, le PDG de l’Agence France-Presse (Claude Roussel) l’appelle auprès de lui comme directeur général adjoint de l’agence. Il sera élu président directeur général de celle-ci en 1979. Renouvelé en 1982 et 1985, il en démissionnera en décembre 1986 avant la fin de son troisième mandat. 
Sa gestion est marquée par un effort de transformation de l’ancienne structure d’établissement public qu’avait gardée l’AFP en entreprise d’information moderne. Cela se traduit par une restructuration des services et un rajeunissement de la direction, une réorganisation des activités autour de grandes régions continentales largement décentralisées (Amériques, Asie, Moyen-Orient) et une modernisation des outils techniques, à travers plusieurs plans informatiques et la généralisation de la diffusion par satellites. L’agence est ainsi une des premières au monde à pouvoir convertir automatiquement des messages et photos analogiques en signaux numérisés.
Un service télé photographique mondial est créé  en 1985, mais un projet de création d’un service international d’informations financières et économiques ne peut cependant pas être réalisé. Les contraintes du mode de financement de l’entreprise obligent toutefois l’agence, en juillet 1986, à des mesures d’économies structurelles sévères  qui provoquent des tensions sociales, du fait notamment d’un nombre important de suppressions, à Paris, d’emplois de techniciens et journalistes (mutations à l’étranger et départs anticipés). 
Après une grève de plusieurs jours relancée en décembre de la même année simultanément aux mouvements d’étudiants liés au rejet de loi Devaquet de l’enseignement supérieur, le gouvernement de cohabitation dirigé par Jacques Chirac signifie qu’il ne soutient plus le président de l‘agence. Devant cette attitude de son principal client et malgré l’appui du conseil d’administration de l’agence, Henri Pigeat annonce sa démission. Les derniers éléments du « plan Pigeat », déjà aux trois quarts mis en œuvre seront intégralement appliqués après son départ.
Selon Jean Huteau et Bernard Ullmann, « (…) Henri Pigeat restera dans les annales de l’AFP comme celui qui a réalisé l’alliance texte-image attendue depuis des années. Le service mondial de téléphoto va vite conquérir le second rang après celui de AP (Associated Press) et empêcher que (…) s’instaure un monopole anglo-saxon (de l’image de presse). » Il « (…) restera aussi comme le président qui a réalisé des modernisations techniques, en particulier, la transmission du service par satellites chez les clients (…) »

### Autres responsabilités  dans le monde de l’information et les médias
Avant et après son séjour à l’AFP, Henri Pigeat est associé à de nombreux autres médias et entreprises de communication (membre du conseil d’administration de la Sofirad, d’Europe N°1, de Radio Monte-Carlo, de Sud Radio, de la SNEP - Société Nationale des Entreprises de Presse- et de Télédiffusion de France ; direction générale de Burson-Marsteller France et de Cedicom ; conseil du président de La Voix du Nord). 
En 2002, il crée les Éditions de l’Ilissos qu’il dirige depuis et dont il assure la rédaction en chef. Celles-ci publient des lettres périodiques, des ouvrages et animent des sites Internet dans le domaine de l’analyse économique, politique  et internationale. C’est également en qualité de journaliste qu’il contribue régulièrement depuis 2009 à la radio BFM Business.

### Responsabilités internationales
Parallèlement à ses activités en France, Henri Pigeat a constamment exercé des responsabilités internationales, notamment au sein des organisations professionnelles de médias. De 1966 à 1969, il réalise, dans le cadre de la coopération technique française, des missions de conseil en administration publique, auprès des gouvernements du Chili, du Pérou, de l’Argentine et de l’Uruguay.
Au cours de ses mandats à l’AFP, il préside l’Alliance européenne des agences de presse (1981) et fonde l’EPA (European Pressphoto Agency), société européenne de photos de presse regroupant alors la plupart de agences européennes.
Parallèlement, il est membre des instances dirigeantes de plusieurs organisations professionnelles internationales : International Press Institute (bureau exécutif de 1979 à 1988), International Institute of Communications (président de 1992 à 2000), Association mondiale des journaux (World Association of Newspapers) dont il anime la Task Force Quality of News and Information de 2002 à 2007. Il intervient comme expert pour les médias et l’information auprès de l’Union européenne, du Conseil de l’Europe et de la Free Bulgaria Foundation.

## Travaux de recherche et enseignements

### Recherche
Les travaux de recherche d’Henri Pigeat se développent depuis le début de sa carrière dans quatre domaines principaux : les réseaux techniques de diffusion, la numérisation des médias, la circulation internationale des nouvelles et l’éthique des médias et du journalisme. 
Après des études prémonitoires sur les débuts de la télévision par câble, en 1973, il travaille sur l’évolution des télécommunications et sur la télématique, en présidant notamment une commission spécialisée du Commissariat du plan (1980), puis avec la commission Théry sur les « autoroutes de l’information » (1994), avant d’être l’auteur (avec Jean-Marc Detailleur) d’un rapport au gouvernement sur « La presse écrite dans la perspective des techniques multimédias » en décembre 1994. « Plus qu’une modernisation y souligne-t-il, la numérisation, bouleverse les distinctions traditionnelles, juridiques, économiques et éthiques qui séparaient les mondes de l’édition, de la presse, de la radio et de la télévision. Elle ouvre une phase nouvelle de l’information. »
En décembre 2009, le gouvernement lui demande d’animer, sur l’avenir de l’AFP, un comité de réflexion composé de dirigeants reconnus de médias (Michèle Cotta, Jean-Marie Colombani, Francis Teitgen et Fabrice Boe). Le rapport qui en résulte, en mars 2010, préconise de garder le statut de l'AFP de 1957, afin de « garantir la préservation des missions et des valeurs de l'agence », mais de l’adapter aux besoins actuels en  créant sous l’autorité de celle-ci une « société éditrice », en partenariat avec la Caisse des dépôts et consignations. Ce partenariat, inspiré de la formule britannique du trust (pratiqué notamment par The Economist), vise à permettre la « mobilisation des capitaux nécessaires aux développements d'une agence mondiale d'information et les conditions d’une gouvernance adaptée aux contraintes du marché international».

### Enseignements
Les enseignements dispensés par Henri Pigeat correspondent à ces travaux de recherche. D’abord maître de conférences à l’Institut d’études politiques de Paris, à l’École nationale d’administration et à l’Institut international d’administration publique de 1966 à 1972, il est ensuite professeur d’histoire et d’économie de la communication à l’IEP de Paris  de 1988 à 1991. 
De 1990 à 2000, il est professeur associé à l’université Paris-II Panthéon-Assas, pour des enseignements consacrés à la déréglementation des monopoles publics de télécommunications dans plusieurs pays du monde, à la régulation des médias dans les démocraties industrialisées, au droit européen et international de l’information (Convention européenne des droits de l’homme), ainsi qu’à la responsabilité et à l’éthique des médias et du journalisme. 
En 2003, il devient Président du conseil d’administration du CFJ (Centre de formation des journalistes) de la rue du Louvre à Paris, après la reprise de cette école par le groupe de formation EFE, sur décision du tribunal de commerce de Paris. Sous son égide, les programmes de formation sont modernisés, en fonction notamment de la révolution  numérique des médias. Les conditions de gestion de l’établissement sont revues. Des  partenariats nouveaux sont engagés, notamment avec l’Université Paris-1 Panthéon-Sorbonne (département de science politiques), avec  l’École normale supérieure de la rue d’Ulm, avec l’ESCP Europe et HEC ainsi qu’avec l’École polytechnique fédérale de Lausanne (EPFL).

### Les médias et le bien commun
Sur l’éthique de l’information, il reprend et développe depuis 2012 au Collège des Bernardins, les travaux qu’il avait initiés à l‘Université Paris II, en créant et animant, avec Gemma Serrano (codirectrice) et Eric Scherer, le séminaire « Médias et Bien commun dans la cité » qui confronte chaque mois des responsables de médias et des philosophes, sociologues et anthropologues. Participent régulièrement : Thierry Moulonguet, les journalistes Jacques Barraux, David Guiraud, Dominique Quinio, Olivier Jay, les philosophes Alain Cugno, Martin Chodron de Courcel, Florian Forestier, Pierre-Olivier Monteil, Maël Renouard, Yael Hirsch, etc.

## Décoration
- Chevalier de l'ordre national du Mérite (nomination en 1979)[20]

## Principales publications

### Essais
- Saint écran - un âge nouveau, la télévision par câble, Solar, 1974
- La télévision par câble commence demain, Plon, 1983
- Le Nouveau Désordre mondial de l’information, Hachette, 1987
- Les Agences de presse, institutions du passé ou médias de l’avenir, Documentation française, 1997
- Médias et Déontologie, Règles du jeu ou jeu sans règle, PUF 1997
- Tendances économiques de la presse quotidienne dans le monde (avec Jacques Leprette), PUF, 2002
- Liberté de la presse, le paradoxe français (avec Jacques Leprette), PUF, 2003
- Éthique et Qualité de l’information, avec Jacques Leprette, PUF 2004
- Dégel français, avec l’équipe d’Ilissos, Descartes et Cie, 2007
- Dépasser les illusions, avec l’équipe d’Ilissos, Éditions Ilissos, 2012
- Les Agences de presse face à la révolution numérique des médias (avec Pierre Lesourd), Documentation française, 2014

### Rapports officiels
- Du téléphone à la Télématique (avec Laurent Virol), Documentation française, 1980
- Rapport Théry sur les autoroutes de l’information[15] (contribution générale), Documentation française, 1994
- La presse écrite dans la perspective des techniques multimédias (avec Jean-Marc Detailleur)[16], Ministère de la culture et de la communication, 1994
- Comité de réflexion sur l’avenir de l’AFP (collectif), Ministère de la culture et de la communication, 2010

### Parmi les préfaces
- Jean d’Arcy parle, François Cazenave INA, Documentation française, 1984
- L’Opinion numérique, Agathe Lepage, Présaje, Dalloz, 2006
- Jean d’Arcy, Penser la communication au XXIe siècle, colloque dirigé par Marie-Françoise Levy, Publications de la Sorbonne, 2014